# William Eastcott
William Merrill Eastcott, né le 22 septembre 1883 à Toronto et mort le 22 août 1972 à Grand Rapids, est un tireur sportif canadien.

## Carrière
William Eastcott participe aux Jeux olympiques de 1908 à Londres où il est médaillé de bronze en rifle d'ordonnance par équipes.